# Mebendazol
Mebendazól je benzimidazolski antihelmintik (zdravilo za zdravljenje črevesnih zajedavcev) širokega spektra, učinkovit proti črevesnim glistam. Uporablja se med drugim pri askariozi, enterobiozi, drakunkulozi, giardiozi itd. Uporablja se peroralno.

## Mehanizem delovanja
Deluje tako, da se selektivno veže na tubulin v celicah zajedalcev ter zavira tvorbo mikrotubulov. Posledično pride do imobilizacije in smrti zajedavcev, vendar običajno traja več dni, da se izločijo iz prebavil.

## Uporaba
Mebendazol je širokospektralni antihelmintik, ki se uporablja na primer pri okužbah z naslednjimi zajedavci:
- rudarsko glisto (Ancylostoma duodenale)
- navadno glisto Ascaris lumbricoides
- bičeglavcem (Trichuris trichiura), ki povzroča trihuriozo
- podančico (Enterobius vermicularis), ki povzročajo enterobiozo
- glisto lasnico (Trichinella spiralis)
- pasjo glisto (Toxocara canis)

## Neželeni učinki
Bolniki ga načeloma dobro prenašajo. Med neželenimi učinki se pojavljajo glavobol, bruhanje, zvonjenje v ušesih. Pri velikih odmerkih lahko povzroči tudi zavrto delovanje kostnega mozga, ki se po prenehanju jemanja zdravila popravi. Pojavi se lahko tudi porast jetrnih encimov.